# Balogh Gyula (politikus)
Balogh Gyula (Zsadány, 1952. november 13. –) magyar üzletember, politikus, országgyűlési képviselő.

## Életpályája
1972-ben érettségizett a Krúdy Gyula Gimnáziumban. 1972–1974 között mentőápolóként dolgozott. 1974–1976 között sorkatonai szolgálatot teljesített Baján. 1975–1978 között a baktalórántházi Rákóczi Tsz-ben volt kertész. 1976–1980 között a Kereskedelmi és Vendéglátóipari Főiskola hallgatója volt. 1978–1982 között az ÁFÉSZ felvásárlási osztályvezetője volt. 1982–1983 között a baktalórántházi Dózsa Tsz-ben dolgozott. 1983–1989 között a vajai II. Rákóczi Ferenc Tsz-ben tevékenykedett, mint kereskedelmi főágazatvezető. 1989-ben megalapította a Vajai Zöldség-Gyümölcs Kft.-t. 1993-tól a Hung-Americo Kereskedelmi Kft. ügyvezetője. 1997-ben megalapította az alternatív Kossuth-díjat.

### Politikai pályafutása
1994–1998 között Vaja polgármestere volt. 1994–2006 között a Szabolcs-Szatmár-Bereg Megyei Közgyűlés tagja volt. 1997–2001 között, valamint 2002-től az FKGP tagja. 1997–2001 között az FKGP Szabolcs-Szatmár-Bereg megyei elnöke. 1998–2006 között országgyűlési képviselő (1998–2002: FKGP, 2002–2006: Vásárosnamény, 2002–2003: Fidesz, 2003–2006: Független) volt. 1998–2000 között az Önkormányzati és rendészeti bizottság tagja, valamint a Rendészeti albizottság tagja volt. 1998–1999 között az oktatási és tudományos bizottság, valamint az Európai integrációs albizottság tagja volt. 2000–2001 között a párt főtitkára volt, de kizárták. 2001–2002 között a Költségvetési és pénzügyi bizottság alelnöke volt. 2001–2002 között a Független Kisgazdák Demokratikus Szövetségének főtitkára, 2002-ben elnöke volt. 2001–2002 között, valamint 2003–2006 között a számvevőszéki bizottság tagja volt. 2002–2003 között a Mezőgazdasági bizottság és a mentelmi, összeférhetetlenségi és mandátumvizsgáló bizottság tagja volt. 2003-ban az FKGP alelnöke volt, 2005-től főtitkára. 2003-tól a Magyar Nemzeti Szövetség elnöke. 2004-ben európai parlamenti képviselőjelölt volt.

## Családja
Szülei: Balogh Sándor (?-1994) és Reiter Katalin voltak. 1977-ben házasságot kötött Török Anikó Ildikóval. Két gyermekük született: Gyula (1977) és Erika (1982).